# Mộ đạo

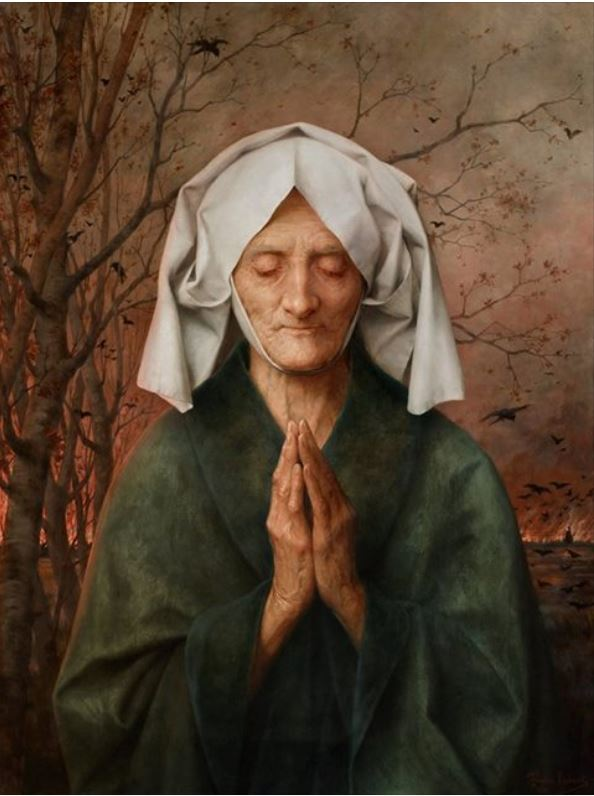
Một con chiên già ngoan đạo đang cầu nguyện, những Kitô hữu được biết đến là những con chiên ngoan đạo

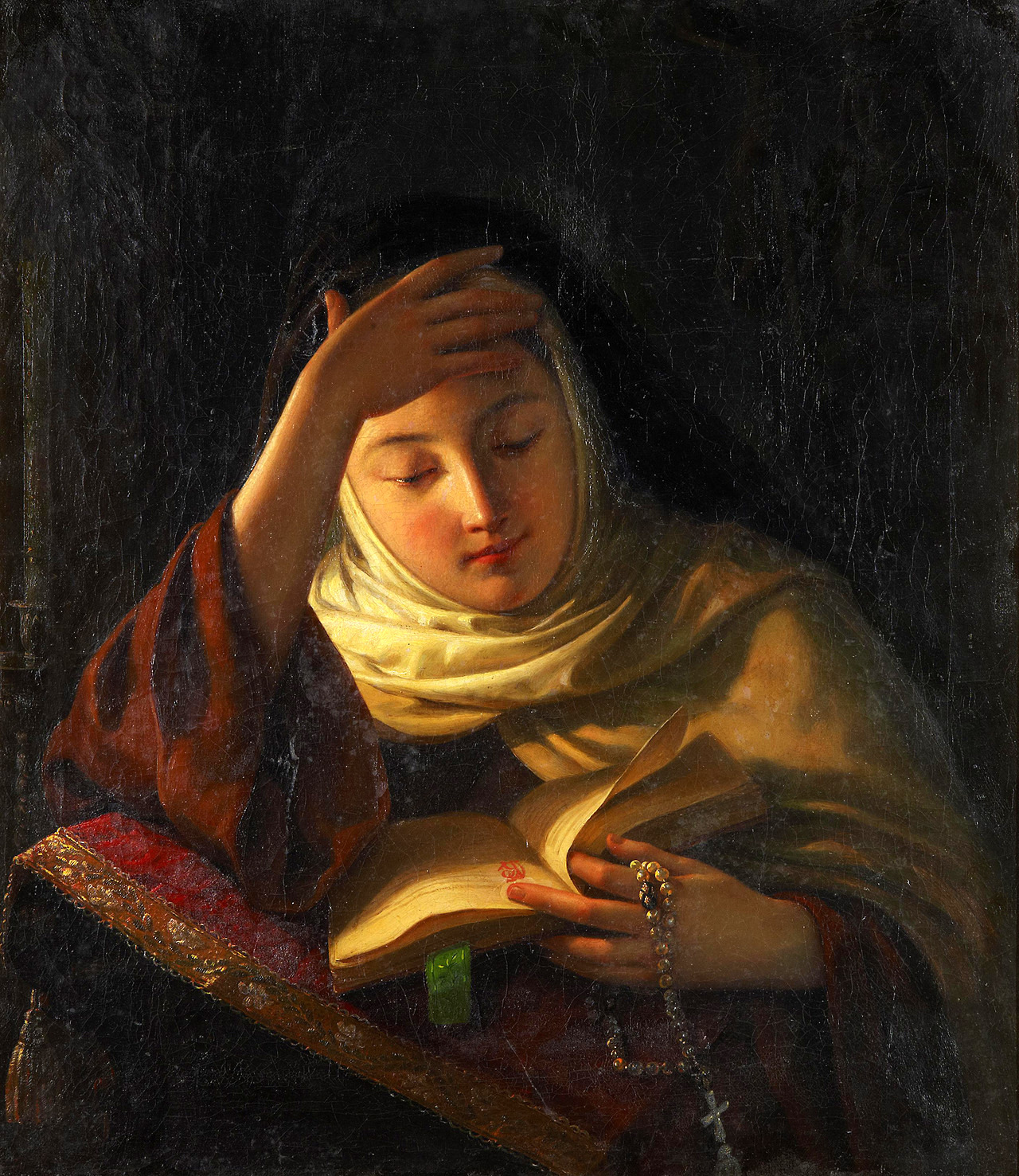
Một nữ tu trẻ đang đọc Kinh Thánh với lòng sùng đạo

Mộ đạo (tiếng Anh là Piety hay Pious) hay sùng đạo hay lòng sùng mộ hay sự sùng kính hay sự ngoan đạo là một đức tính có thể bao gồm lòng sùng kính tôn giáo (religious devotion) hoặc tâm linh. Một yếu tố phổ biến trong hầu hết các quan niệm về lòng mộ đạo là nghĩa vụ và bổn phận tôn trọng. Trong bối cảnh tôn giáo, lòng mộ đạo có thể được thể hiện thông qua các hoạt động hoặc sự sùng kính ngoan đạo, có thể khác nhau giữa các quốc gia và nền văn hóa. Trong tiếng Anh, cụm từ ngoan đạo xuất phát từ tiếng Latin là Pietas một dạng danh từ của tính từ pius (có nghĩa là "sùng đạo" hoặc "trung thành"). Lòng sùng mộ của các con chiên ngoan đạo được các nhà Thần học Kitô giáo xem là một đức hạnh tôn giáo và xếp vào trong số các đức tính luân lý như một phần của đức tính cơ bản của Kitô hữu vì nhờ nó mà người ta dâng lên Thiên Chúa những gì thuộc về mình. John Calvin đã gọi lòng mộ đạo là lòng tôn kính kết hợp với tình yêu dành cho Chúa vì sự hiểu biết về những lợi ích của Ngài mang lại vì cho đến khi nhận ra rằng họ mắc nợ Chúa mọi sự. 
Trong Công giáo La Mã, Chính Thống giáo, Tin Lành và Anh giáo thì lòng mộ đạo là một trong bảy ân tứ của Chúa Thánh Thần, lòng ngoan đạo tạo ra trong tâm hồn một sự kính trọng hiếu thảo đối với Thiên Chúa, một tình yêu quảng đại đối với Người và một sự vâng lời trìu mến muốn làm theo những gì Người ra lệnh vì nó yêu mến người ra lệnh. Giáo hoàng Gregory I phán rằng: "Thông qua sự kính sợ Thiên Chúa, chúng ta vươn tới lòng mộ đạo, từ lòng mộ đạo rồi đến tri thức". Mục sư Richard McBrien đã nói về lòng mộ đạo rằng: "Đó là một món quà của Chúa Thánh Thần nhờ đó chúng ta được thúc đẩy sự trung thành và tôn trọng những người - cuối cùng là Chúa - những người đã có ảnh hưởng tích cực, hình thành về cuộc sống của chúng ta và những người mà chúng ta mắc nợ lòng biết ơn". Pierre Whalon nói rằng lòng mộ đạo là việc theo đuổi cảm giác ngày càng lớn hơn khi được ở trước sự hiện diện của Thiên Chúa. Ơn Sùng Kính đồng nghĩa với lòng tín thác của con thảo vào Thiên Chúa.
Ở La Mã cổ đại thì cụm từ Pietas trong cách sử dụng tiếng Latin truyền thống thể hiện một đức tính thời La Mã cổ đại được đánh giá cao khi một người đàn ông với bổn phận tôn trọng trách nhiệm của mình đối với các vị thần La Mã, đất nước, cha mẹ và người thân. Ở Trung Quốc và các nước Á Đông thì lòng hiếu thảo là nền tảng của đạo đức Nho giáo là đức tính hàng đầu và là nền tảng của mọi mối quan hệ chính danh giữa con người với nhau. Các biểu hiện của lòng mộ đạo khác nhau tùy theo quốc gia và truyền thống địa phương. Hình thức "Ngày lễ" (ngày giỗ) với việc chuẩn bị cho các hoạt động và lễ kỷ niệm tôn giáo khác nhau, đã góp phần nhiều vào việc hình thành các truyền thống của một cộng đồng nhất định là một phần của di sản văn hóa của các Giáo hội hoặc gia đình đi đạo. Việc sùng kính giúp kết hợp đức tin vào cuộc sống hàng ngày. Trong khi thừa nhận rằng lòng mộ đạo của Anh giáo có các hình thức rước lễ thường xuyên hơn, tuân thủ các nghi thức và phong tục phụng vụ, Giám mục Ronald Williams đã lên tiếng về việc tăng cường đọc Kinh thánh.